# Kevin S. Hamilton
Kevin Scott Hamilton (ur. 26 marca 1955 w Wenatchee) – amerykański przywódca religijny, przedsiębiorca i misjonarz, siedemdziesiąty Kościoła Jezusa Chrystusa Świętych w Dniach Ostatnich (od 2013). Służbę misyjną odbył w misji genewskiej. Zawodowo związany z branżą komunikacyjną. Otrzymywał liczne powołania w ramach macierzystej wspólnoty religijnej, w tym prezydenta misji mormońskiej w Lejdzie oraz prezydenta palika. Poparty jako siedemdziesiąty wchodzący w skład władz naczelnych (2013), dwukrotnie przemawiał podczas Konferencji Generalnej. Zasiadał w prezydiach obszaru w Afryce i Ameryce Północnej, kieruje kościelnym departamentem historii rodziny.

## Życiorys

### Pochodzenie i rodzina
Przyszedł na świat w Wenatchee w stanie Waszyngton jako pierwsze z pięciorga dzieci. Pochodził z rodziny świętych w dniach ostatnich, której związek z Kościołem był początkowo raczej luźny. Jego ojciec, choć urodził się w mormońskiej rodzinie i został ochrzczony, od wczesnych lat nastoletnich pozostawał nieaktywny w Kościele. Nie wyświęcano go w związku z tym w kolejnych urzędach przynależnych do kapłaństwa Aarona wedle przyjętej w tej wspólnocie tradycji. Matka natomiast pierwotnie w ogóle nie była członkiem Kościoła. Mormonizmem zainteresowała się dopiero po narodzinach Kevina. Do tradycji religijnej, z której wywodził się jej mąż, przywiodły ją pytania o sens życia. Przed konwersją bezskutecznie poszukiwała na nie odpowiedzi w macierzystej denominacji. Z misjonarzami skontaktowała się dzięki pomocy Richarda Pratta, potomka prominentnej mormońskiej rodziny. Została ostatecznie ochrzczona, co skłoniło jej małżonka do powrotu do czynnego uczestnictwa w życiu kościelnym. Hamilton został połączony wieczyście ze swoimi rodzicami w obrzędzie pieczętowania krótko później. Ceremonia miała miejsce w świątyni Salt Lake. Jego młodsze rodzeństwo przyszło już na świat już po tym, gdy rodzice zostali zapieczętowani na wieczność w ceremonii małżeńskiej w świątyni. Tym samym, zgodnie z doktryną Kościoła, urodzili się w przymierzu.

### Wykształcenie, aktywność zawodowa i społeczna
Hamilton podjął studia z zakresu marketingu na Uniwersytecie Brighama Younga (BYU), ukończył je w 1979, otrzymując licencjat. Studia magisterskie z zakresu finansów odbył na Uniwersytecie Waszyngtońskim, kończąc je w 1982. Jego kariera biznesowa obejmowała przede wszystkim pracę dla przedsiębiorstw z branży telekomunikacyjnej. Był dyrektorem wykonawczym spółek takich jak Prime Matrix Wireless, Encore Wireless, Amerivon i Truconnect. Związany również z sektorem inwestycji kapitałowych.
Aktywny w ruchu skautowym, angażował się także w działania na rzecz dialogu międzyreligijnego.

### Posługa w Kościele
Posługiwał w rozmaitych powołaniach w ramach macierzystej wspólnoty religijnej. Misję, w kulturze mormońskiej tradycyjnie podejmowaną wówczas przez młodych mężczyzn, odbył w misji genewskiej, między 1974 a 1976. Po ukończeniu swej służby misyjnej i powrocie do Stanów Zjednoczonych pozostał aktywnym członkiem wspólnoty. W macierzystym okręgu powołany został jako nauczyciel seminarium. Włączył się w pracę afiliowanej przy Kościele Organizacji Młodych Mężczyzn, był jej prezydentem w okręgu, a później także w paliku. Wyświęcany następnie kolejno jako doradca w radzie biskupiej, biskup, wyższy doradca, wreszcie jako prezydent palika. Od 2003 do 2006 był natomiast prezydentem misji mormońskiej z siedzibą w Lejdzie, obejmującej swym zasięgiem Belgię i Holandię. Bezpośrednio przed włączeniem go w szeregi władz naczelnych kierował Southern California Public Affairs Council.

### We władzach naczelnych

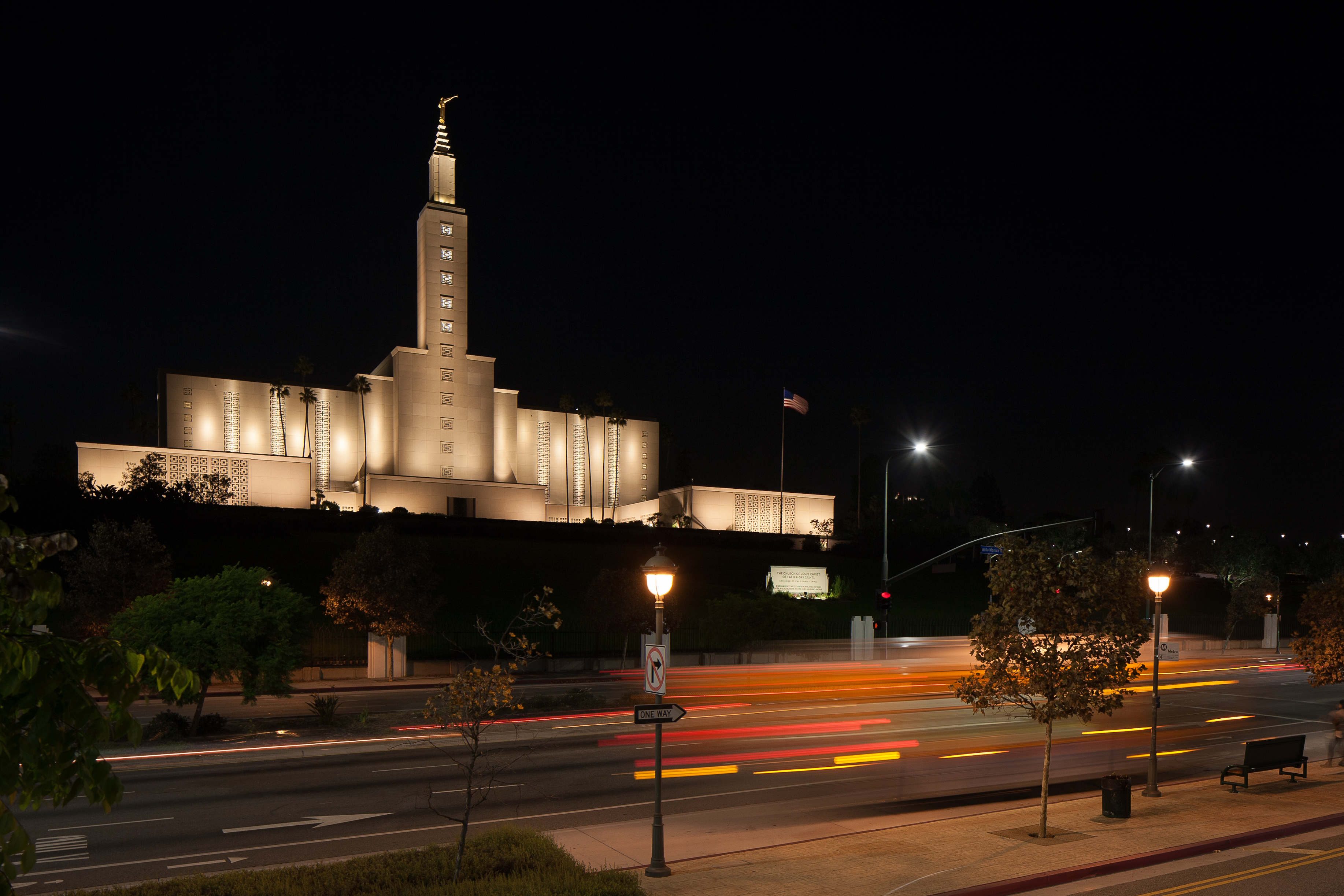
Świątynia mormońska w Los Angeles, miejsce, w którym Hamilton zawarł związek małżeński

6 kwietnia 2013 poparty jako siedemdziesiąty wchodzący w skład władz naczelnych Kościoła. Tym samym, zgodnie z wersetem dwudziestym piątym 107. rozdziału Nauk i Przymierzy, jest uznawany za szczególnego świadka. Do jego zadań należy, zgodnie z wersetami trzydziestym czwartym oraz trzydziestym ósmym tegoż samego rozdziału, wspomaganie Kworum Dwunastu Apostołów w budowaniu Kościoła i regulowaniu wszystkich jego spraw. 
Przydzielony został do Drugiego Kworum Siedemdziesięciu. Jako członek władz naczelnych zasiadał między innymi w prezydium obszaru nadzorującego południowo-wschodnią Afrykę oraz w prezydium obszaru odpowiadającego za północno-wschodnią część Ameryki Północnej. Przesunięty został następnie na stanowisko dyrektora wykonawczego kościelnego departamentu historii rodziny. Zasiada jednocześnie w radzie wykonawczej ds. świątyni oraz historii rodziny.
Jako członek władz naczelnych dwukrotnie przemawiał podczas Konferencji Generalnej, w październiku 2013 oraz w kwietniu 2022. Podkreślał znaczenie regularnego uczęszczania na wszystkie spotkania kościelne, zwłaszcza zaś uczęszczania na niedzielne spotkania sakramentalne. Przypominał, że osoby, które są członkami Kościoła, zawarły przymierza zobowiązujące tak do podążania za Jezusem Chrystusem, jak i do przestrzegania Bożych przykazań. Mówiąc o tym, jak kluczowa jest tutaj aktywna postawa wierzącego, odwołał się do doświadczeń własnej rodziny. Przywołał postać jednego ze swych dziadków, który pewnej niedzieli nie pojawił się w kaplicy, a po jakimś czasie opuścił Kościół, tracąc swą wiarę i związane z nią błogosławieństwa. Zauważył, że obecność w kaplicy należy przedłożyć nawet nad czas spędzony z rodziną, o ile tylko okoliczności na to pozwalają. By lepiej zilustrować swe przesłanie, sięgnął także do Księgi Mormona oraz zawartej w niej wizji drzewa życia doświadczonej przez proroka Lehiego. Podkreślił jednocześnie, iż sama obecność w budynku kościelnym nie wystarczy oraz że powinna być uzupełniona chociażby codziennym studiowaniem pism świętych czy codzienną modlitwą.
Nauczał także na temat tożsamości, motywu często pojawiającego się w myśli świętych w dniach ostatnich. Nawoływał wiernych, by pozostali wierni swej prawdziwej, pierwotnej tożsamości, tożsamości obdarzonych boskim potencjałem dzieci Bożych. Przestrzegał w tym właśnie kontekście przed nazbyt pochopnym odrzucaniem potrzeby osobistej zmiany dokonywanej przez i dzięki zadośćuczynieniu Jezusa Chrystusa. Świeckie, pozbawione pierwiastka duchowego tożsamości zestawił z naturalnym człowiekiem, jednoznacznie potępianym tak na kartach Księgi Mormona, jak i innych mormońskich pism świętych.

### Życie prywatne
27 lipca 1978 w świątyni w Los Angeles poślubił Claudię Keysor. Para doczekała się 6 dzieci oraz 21 wnuków.